# Genota nicklesi
Genota nicklesi é uma espécie de gastrópode do gênero Genota, pertencente a família Borsoniidae.